# Bagrationi Dzsiadzsak trapezunti császárné
Bagrationi Dzsiadzsak (1288 körül – 1330 után), a személyneve grúz átírással: Dzsiadzsak, görög átírással: Tzitzak (Tziatiak/Ziziak/Ziaziak), kun eredetű, jelentése: virág, névváltozata: Dzsigda(-Hatun), görögül: Τζιτζάκ/Τζιατζιάκ/Ζιζιάκ/Ζιαζιάκ της Γεωργίας, grúzul: ჯიაჯაყ (ჯიგდა-ხათუნი) ქართველი, ტრაპიზონის იმპერიის დედოფალი, törökül: Trabzon imparatoriçesi Gürcü Çiçek, – hasonló nevet viselt elődje, férje első felesége,  Dzsakeli Dzsiadzsak szamchei (meszheti) hercegnő, valamint a kazár származású bizánci császárné, Tzitzak/Eiréné (?–750), V. Kónsztantinosz bizánci császár első felesége és IV. León bizánci császár anyja – grúz királyi hercegnő, trapezunti császárné. A Bagrationi-házból származott. A férjének az első felesége, Dzsakeli Dzsiadzsak császárné az ő mostohaanyjának, Dzsakeli Natela grúz királynénak volt a húga.

## Élete
Apja II. (Mártír) Demeter (1258–1289) grúz király, édesanyja az apja második felesége Szolgar(i) (Szorgala) (perzsa-)mongol (ilhanida) hercegmő.
Féltestvérének V. György (1288/9–1346) grúz királynak (ur.: 1299–1346) az édesanyja, Natela, I. (Dzsakeli) Beka, szamchei uralkodó herceg lánya II. Alexiosz trapezunti császár első feleségének, Dzsakeli Dzsiadzsak császárnénak volt a nővére.
A bizánci–grúz házassági kapcsolatok hosszú időre nyúlnak vissza, hiszen a szomszédság mellett az is döntő tényező volt ebben, hogy a Grúz Királyság is a bizánci rítusú ortodox kereszténységet követte. 1204-ben pedig, mikor Konstantinápolyt a IV. keresztes hadjáratban a nyugatiak elfoglalták, a Bizánci Birodalom több részre hullott szét, és I. Tamar grúz királynő támogatásával megalakult a grúz vazallus bizánci utódállam, a Trapezunti Császárság. Ezután Grúzia mongol meghódításáig Trapezunt Grúzia fiókállama volt, de később is megmaradtak a jó kapcsolatok köztük, és ezt sok esetben házasságokkal is megpecsételték.
Ennek a hagyománynak a jegyében adták feleségül II. Alexiosz trapezunti császárhoz az első felesége halála után.